# Балема, Николай Афанасьевич
Николай Афанасьевич Балема (род. 1 мая 1948, Жилинцы, Каменец-Подольская область) — украинский дирижёр, народный артист Украинской ССР (1988).

## Биография
Родился в селе Жилинцы Ярмолинецкого района Хмельницкой области.
В 1972 году окончил Уральскую консерваторию. Также учился в Хмельницком музыкальном училище имени В. И. Зарембы на отделении народных инструментов в классе преподавателя Ильи Коробова.
С 1972 года — художественный руководитель и главный дирижёр ансамбля песни и танца «Казаки Подолья» Хмельницкой областной филармонии. В 2003 году был награждён областной премией имени Т. Г. Шевченко. Коллектив «Казаки Подолья» получил звание академического. Под руководством Николая Балемы коллектив стал дипломантом XII Всемирного фестиваля молодежи и студентов в Москве. В 2007 году стал дипломантом II Всемирного фестиваля-конкурса народной хореографии имени Павла Вирского в Киеве.

## Награды
- Заслуженный артист Украинской ССР (1979);
- Народный артист Украинской ССР (1988);
- Орден «За заслуги» (Украина) 3-й степени (1999);
- Почётная грамота Верховной Рады Украины (2005);
- Орден «За заслуги» (Украина) 2-й степени (2009).